# Horní Počernice
Horní Počernice est un quartier pragois situé dans le nord de la capitale tchèque, appartenant à l'arrondissement de Prague 9, d'une superficie de 1 694,2 hectares est un quartier de Prague. En 2018, la population était de 15 617 habitants.
La ville est devenue une partie de Prague en 1974.